# Jude Winchester
Jude Winchester (Belfast, 13 aprile 1993) è un calciatore nordirlandese, centrocampista del St. James Swifts.

## Palmarès

### Club

#### Competizioni nazionali
- Coppa di Lega scozzese: 1

Kilmarnock: 2011-2012
- Irish Football League Cup: 2

Cliftonville: 2014-2015, 2015-2016